# Salsufragi
|  | Per a altres significats, vegeu «Peucedanum ostruthium». |

El salsufragi (Silene saxífraga) és una herba de la família de les cariofil·làcies present a les zones muntanyoses i humides de tot Europa. Abunda especialment als Alps i a la meitat nord d'Espanya, (majoritàriament als Pirineus). Té múltiples denominacions populars: herba prima, herba de la pedra, herba de la bajoqueta, etc.

## Etimologia
El terme silene prové del grec sialon (saliva), referint-se a la traspuació gomosa de les arrels i, saxífraga prové del llatí saxum (una roca) i frango (per trencar-se) fent referència al fet de créixer en clivelles de roca i semblar que l'esquerden.

## Ecologia

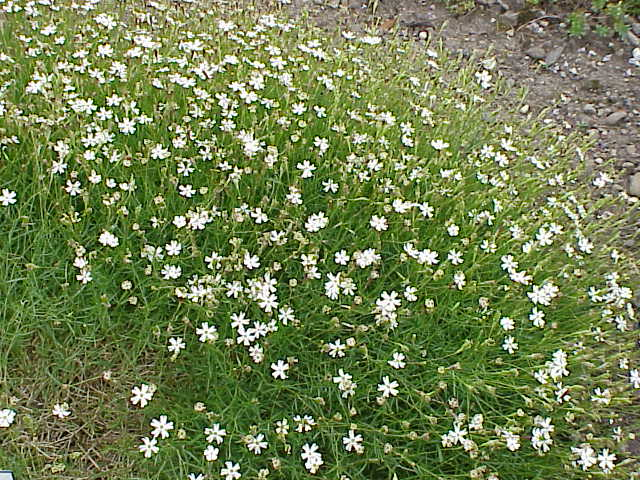
Silene saxifraga

Creix en les fissures de les roques, penya-segats o murs secs calcaris, des d'uns 600 fins a uns 3000 m d'altitud. Es troba sobretot a les muntanyes dels Pirineus, des de Bassagoda, en el seu extrem oriental, fins a les d'Irati, i, més a l'occident, als Pics d'Europa. La trobem des de Catalunya, fins a Andalusia (Serra Nevada), passant per València i Múrcia. La seva floració comença durant el mes de maig i comprèn tota la primavera i l'estiu.

### Necessitats ecològiques
- Llum: creix a plena llum, tot i que pot suportar l'ombra.
- Temperatura: calor moderada. En pisos muntanyosos, principalment.
- Continentalitat: continental; suporta grans variacions de temperatura.
- Humitat: sòls secs; indicadora de sequedat moderada.
- Acidesa: sòls rics en bases; pH 5.5 – 8; indicadora d'alcalinitat.
- Nitrogen: sòls pobres en nitrogen.

## Sinonímia i noms populars
- Sinònims:

Cucubalus saxifraga L., Lychnis saxifraga L., Oncerum cuspidatum, Petrosilene saxifraga L.
- Noms populars català:

Saxífraga, herba prima (Garrotxa), trenca-rocs, herba pedrera, salsufragi, herba de la bajoqueta, herba fina, herba de l'orina, herba del ronyó.

## Descripció morfològica

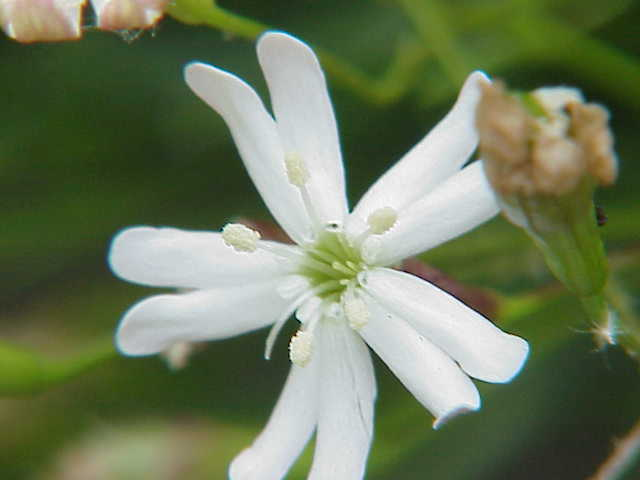
Silene saxifraga

Herba perenne molt ramosa, amb les branques més o menys prolongades i dures per la part inferior, de color marronós i nuoses; de base llenyosa. D'aquestes rametes, que van creixent d'any en any, en surten les tiges noves, llargues i fines, d'un color verdós. En conjunt, la planta sol tenir de 0,5 a 1,5 palmells (uns 25 cm), segons la qualitat de la terra i la naturalesa de l'escletxa en què s'allotja l'arrel, l'altura a on creix, el clima, etc. Les tiges de l'any porten abundants fulles de 10 a 15 mm de llarg i d'1 a 1,5 mm d'ample, oposades als artells, senceres i no estipulades; lleugerament aspres a la base, glanduloses a la meitat i viscoses per la part superior. A més, són punxegudes i tenen unes pestanyes tan fines als costats que, a simple vista, és força difícil distingir-les. Aquestes fulles són peloses almenys als nervis; les basals tenen forma d'oblanceolada a linear, d'àpex agut, mucronat (apiculat), de marge desdibuixat - ciliat.
Les flors es reuneixen en inflorescències de tipus dicasi, proveïts de bràctees més curtes que els peduncles de les flors, que mesuren fins a uns 60 mm, són erectes i són també viscosos; neixen a l'extrem de les tiges noves sostingudes per llargs i prims peduncles. S'obren al vespre i es tanquen quan el sol ja està a l'horitzó.
El calze, de 12 a 13 mm de llarg, és tubulós lleugerament cònic, és a dir, es va eixamplant gradualment fins a la part superior, i la base, ja molt prima, queda tallada en sec; hipocraterimorfa, està format per cinc sèpals soldats formant un tub amb deu nervis no anastomitzats, cinc d'ells comissurals, truncat a la base. Aquest tub s'obre a l'exterior per cinc dents petites, obtuses i desiguals, amplament ovades de marge escariós.
La corol·la es compon de cinc pètals estesos sobre el calze en forma d'estrella, en els quals es diferencia una ungla i un limbe bífid, de fins a 8 mm, de color blanc groguenc en la part superior, però verdosos o bru vermellosos en la inferior, i que presenta a més un apèndix o lígula corol·lina entre ungla i limbe bífida. Cada pètal es divideix en dos lòbuls i a l'anomenada gola de la corol·la és on concorren els cinc pètals per introduir-se al calze la seva estreta i prolongada base, cada un d'aquests forma petits apèndixs acoblats, de manera que, mirant la flor de front, per dalt, es veu una coroneta de deu apèndixs.
L'androceu té 10 estams glabres, i el gineceu un ovari del qual sorgeixen, generalment, 3 estils. El fruit és una càpsula ovoide de 6 a 8 mm, sostinguda, dins del calze persistent, pel seu suport tan llarg com ella; amb llavors de color bru fosc, tuberculades.

## Farmacologia
La part utilitzada, és a dir, la droga, és l'arrel, les flors, i les fulles.

### Composició química
Tota la planta, i sobretot la seva arrel, conté tanins, resines, glucòsids i vitamina C. 

Estructura química de la vitamina C.

Es desconeix la seva composició. Alguns especialistes diuen que pot tenir saponina, com altres plantes del mateix gènere.

### Usos medicinals i accions farmacològiques/propietats
El salsufragi és una espècie molt coneguda per tal de combatre afeccions genitourinàries. També és un dels diürètics i litotríptics de més renom en la medicina popular pirinenca. Per a diürètica, se'n prepara una decocció de la part aèria florida o fructificada i es pren via oral. S'aconsella utilitzar l'espècie amb moderació, atès que un ús abusiu pot desencadenar una diüresi profunda. L'acció litotríptica de l'espècie es veu afermada si es combina amb mill del sol (Lithospermum officinale L.).
La mateixa tisana de la part aèria s'usa com a tractament pal·liatiu d'alteracions prostàtiques genèriques i com a protectora hepàtica. En canvi, si la tisana es prepara a partir de la part aèria de salsufragi, flor de cornera, rel de valeriana i inflorescència de saüquer, aleshores se n'obté un decuit considerat un eficaç hipotensor.
Com a tonificant corporal genèric, destinat preferentment a persones grans, s'utilitza una mescla confeccionada a partir de la part aèria de salsufragi, fulla i rizoma d'ortiga, part aèria de menta, capítols de camamilla, part aèria de timonet i bràctea amb flor de til·ler. La infusió s'usa per via interna: es pren de forma esporàdica, preferentment al vespre, abans d'anar a dormir. Paral·lelament, aquest medicament exerceix un efecte sedant.
En l'actualitat, s'empra correntment per a solucionar problemes de ronyó, i més concretament pels càlculs renals, que poden ser destruïts prenent infusions i expulsats per l'orina.

### Toxicitat
Silene saxífraga no és una planta tòxica, segons el BOE núm. 32, del 6 de febrer del 2004

## Observacions

### Història
El nom de saxífraga, que significa trencar pedres, prové de l'antiguitat; però és una de les espècies més difícil d'identificar.
Si aquesta herba és capaç de descompondre un penyal i de penetrar en ell a través de la seva arrel obrint-se pas, haurem d'admirar que les seves virtuts podrien ser igualment poderoses per a crebantar les pedres del ronyó i donar-les sortida en l'orina. Amb aquest raonament es va aplicar una vegada més la teoria dels senyals per descobrir la virtut d'un vegetal; però en aquesta ocasió no van ser senyals per la seva forma, sinó per la seva manera de viure i actuar.
Els textos de Dioscòrides a propòsit de la saxífraga els tenim al capítol 18 del seu llibre IV, els quals, interpretats per Laguna, diuen així: "El sarxiphago,llamado por algunos empetro, es una mata ramosa y semejante al epithymo, la cual crece en asperos y pedregosos lugares. Bebido el vino en qur fue cocida, rs útil contra las calenturas, contra el estilicidio de orina y contra los importunos sollipos. Además deshace la piedra de la vejiga y hace orinar." 
Si l'epítet de Dioscòrides és la cuscuta, no hi ha comparació possible entre ell i qualsevol de les plantes que més tard prengueren el nom de saxífragues.
També s'han trobat altres comentaris de Andrés de Laguna: "Algunos quieren que este nombre sarxiphago, el cual es griego, y significa roedor de carne, fue corrupto y derivado de saxifraga, nombre latino, que denota quebrantadora de piedras[...]Más como quiera que sea, conviene tener por averiguado que el sarxiphago y la menor saxifraga, semejante al peucedano, són una misma cosa."

### Usos casolans
És una planta que s'usa per facilitar l'expulsió de les pedres del ronyó de contingut càlcic.
Es pren mitjançant una infusió diürètica:
- Ingredients: a parts iguals, saxífraga, fulles d'abdèbul, estigmes de blat i Artemisia campestris.
- Preparació: bullir durant 2 minuts 3 cullerades soperes de la barreja per cada litre d'aigua. Infondre 10 minuts i filtrar.
- Freqüència: es pot beure a sobres petits durant tot el dia.

La saxífraga també actua com a complement en una fórmula contra la cistitis: 
- Ingredients: una cullera sopera per cada tassa d'aigua de saxífraga, cua de cavall, arenària, boixerola, ginebre i estigmes de blat, a parts iguals.
- Preparació i freqüència: bullir dos minuts, infondre durant deu minuts i prendre-ho al llarg del dia, sense limitació. Acompanyar-ho d'un consum d'aigua o sucs naturals de fruita.

### Altres usos etnobotànics
En la cultura material pirinenca, només s'usa com a planta medicinal. Així i tot, també es considera com un indicatiu paisatgístic de rellevància, popularment s'identifica com una espècie rupícola pròpia de roques poc assolellades, capaç de créixer en condicions molt precàries, aprofitant l'escassa capa de sòl de les escletxes.
Localment, pot ser abundant, però generalment el salsufragi és una espècie escassa, la qual cosa serveix per a diferenciar certs roquissars: en el conjunt del paisatge, la presència de salsufragi estableix un senyal diferent respecte d'altres roquissars i acota un espai geogràfic d'on es pot obtenir un recurs medicinal de renom.

### Indicacions i comentari
El nom de saxífraga pot portar a un error si es confon amb les vertaderes saxífragues, plantes crasses de la família de les saxifragàcies amb les quals sol compartir hàbitat.
La saxífraga està emparentada amb les saponàries i colitxos.
Se sol combinar amb altres plantes: blat, cua de cavall, valeriana, ortiga major, bardana, angelica...